# Gesetz zur Änderung des Prozesskostenhilfe- und Beratungshilferechts
Das Gesetz zur Änderung des Prozesskostenhilfe- und Beratungshilferechts, kurz PKHuBerHÄndG, ist ein deutsches Änderungsgesetz. 
Es griff die Forderungen der Länder aus den Bundesratsinitiativen der 16. und 17. Legislaturperiode auf, die in den Jahren zuvor gestiegenen Ausgaben der Länderhaushalte für Prozesskostenhilfe und Beratungshilfe zu begrenzen und setzte eine Entscheidung des Bundesverfassungsgerichts zur Einbeziehung steuerrechtlicher Angelegenheiten in die Beratungshilfe um. Das Gesetz vom 31. August 2013 trat zum 1. Januar 2014 in Kraft.
Im Gesetz betreffend die Einführung der Zivilprozessordnung wurde Paragraph § 40 Übergangsvorschrift zum Gesetz zur Änderung des Prozesskostenhilfe- und Beratungshilferechts erlassen.
Kritik an den Änderungen stammt unter anderem vom Bundestagsabgeordneten Wolfgang Nešković (LINKE) und von der Caritas.